# The Newlyweds' Dilemma
The Newlyweds' Dilemma è un cortometraggio muto del 1914. Il nome del regista non viene riportato nei credit del film.

## Produzione
Il film fu prodotto dalla Nestor Film Company.

## Distribuzione
Distribuito dall'Universal Film Manufacturing Company, il film - un cortometraggio di una bobina - uscì nelle sale cinematografiche USA il 15 maggio 1914.